# فرانس فان آنرات
فرانس کورنلیس آدریانوس فان آنرات (به هلندی: Frans Cornelis Adrianus van Anraat) زاده ۹ اوت ۱۹۴۲ در دن هلدر از بازرگانان هلندی است که متهم به فروش مواد خام برای تولید جنگ‌افزار شیمیایی به دولت صدام حسین شده است.
گازهای سمی به‌کاررفته در بمباران شیمیایی حلبچه نیز به احتمال قوی از مواد تحویلی فان آنرات ساخته شده است.
فان آنرات در دههٔ ۷۰ میلادی در شرکت‌های مهندسی در ایتالیا، سنگاپور و سوئیس کار می‌کرد که محصولات شیمیایی در عراق تولید می‌کردند. به پشتوانهٔ این تجربه شرکتی به نام FCA Contractor در سوئیس تاسیس کرد. از طریق همین شرکت از سال ۱۹۸۴ هزاران تن مواد خام برای تولید گاز خردل و گاز اعصاب از آمریکا و ژاپن به عراق صادر کرد که بارها در طول جنگ ایران و عراق و بعدتر در حلبچه مورد استفاده قرار گرفت.
پس از دستگیری‌اش در ایتالیا در سال ۱۹۸۹، فان آنرات به عراق گریخت و تا پایان دوره صدام یعنی به مدت ۱۴ سال در آن‌جا زندگی کرد. پس از سرنگونی رژیم صدام حسین در سال ۲۰۰۳ فان آنرات به هلند بازگشت و در ۶ دسامبر ۲۰۰۴ به جرم دست داشتن در جرائم جنگی و نسل‌کشی دستگیر شد. کمی پس دستگیری‌اش روزنامه‌های هلندی گزارش دادند که فان آنرات یکی از کارکنان سازمان امنیت و اطلاعات هلند (AIVD) بوده است و پس از بازگشت از عراق -ضمن زندگی در خانه‌ای امن در آمستردام که توسط سرویس اطلاعات و امنیت عمومی هلند (AIVD) تهیه شده بود- به صورت هفتگی با این سازمان جلسه داشته است.
در ۲۳ دسامبر ۲۰۰۵ وی در دادگاه بدوی در لاهه به ۱۵ سال حبس محکوم شد اما در ماه می ۲۰۰۷ دادگاه عالی تجدید نظر با افزایش مدت زمان حبس، وی را به ۱۷ سال زندان محکوم کرد. با این حال با توجه به تاخیر در رسیدگی به پرونده در دادگاه عالی، ۶ ماه تخفیف در مجازات فان آنرات اعمال شد. در دادگاه گفته شد که «فان آنرات هیچ هم‌دردی با قربانیان حملهٔ شیمیایی از خود نشان نمی‌دهد». دادستان «فرد تیوان» در جریان رسیدگی به پرونده گفته بود که «طبق شهادت مقامات آمریکایی، فان آنرات سعی داشت که مقصد نهایی صادرات خود را مخفی کند و از محدودیت‌های فراروی خود آگاه بود، محدودیت‌هایی که تلاش کرد با استفاده از شرکت‌های پوششی آن‌ها را از سر راه خود بردارد». با این حال وی در طول دادگاه همواره منکر آگاهی از علت استفاده از مواد خام صادراتی به عراق می‌شد و معتقد بود که این مواد استفادهٔ بشردوستانه و صنعتی داشته‌اند. به هر روی دادگاه به این نتیجه رسید که وی حداقل از سال ۱۹۸۶ می‌دانسته که این حجم از تیو دی گلیکول مصرف نظامی داشته؛ به ویژه که عراق در حال جنگ با ایران بوده است. دادگاه همچین معتقد بود که فان آنرات با انتقال هزار تن تیو دی گلیکول به عراق سود هنگفتی از طریق «نقض مداوم قوانین مقرارت جنگی» به دست آورده بود. از این رو در تاریخ ۱۰ مارس ۲۰۱۲، دادستان از دادگاه درخواست توقیف یک میلیون سود ناشی از فروش مواد خام برای تولید گاز خردل را ارائه کرد..
فان آنرات اولین هلندی متهم به دست داشتن در جنایات جنگی و تنها شخص هلندی در میان افراد به شدت تحت تعقیب در لیست سیاه اف‌بی‌آی بوده است.

## فان آنرات در فیلم و کتاب
قادر مولان‌پور یکی از قربانیان حملهٔ شیمیایی به سردشت است که در سال‌ ۱۳۸۴ در دادگاه لاهه به‌عنوان شاهد فاجعه بمباران شیمیایی سردشت، در جریان محاکمه فرانس فان آنرات شرکت کرد. او در جریان این حمله ۳ فرزند خردسال و همسر خود را از دست داد. بر اساس قصهٔ قادر فیلم سینمایی  درخت گردو ساخته شد. در دقایق ابتدایی و انتهایی فیلم شاهد سکانس‌هایی از حضور پیمان معادی (بازیگر نقش قادر) در دادگاه لاهه هستیم که مصیبت وارده بر زندگی‌اش را با ایستادگی برای قضات و حاضران در جلسه بیان می‌کند. به علاوه مستند «مردی از رش‌هرمه» ساختهٔ برهان احمدی سرگذشت قادر را از زبان خودش روایت می‌کند برخی از صحنه‌ها با حضور یکی از دو فرزند باقی‌مانده وی تصویربرداری شده‌است.
آرنولد کارسکنس یک روزنامه‌نگار هلندی است که در سال ۲۰۰۶ کتاب «بدون ذره‌ای تاسف» (به هلندی:‌ Geen cent spijt) را در مورد فرانس فان آرانت نوشت.